# Despesa pública
Despesa pública é o conjunto de dispêndios realizados pelos entes públicos para custear os serviços públicos (despesas correntes) prestados à sociedade ou para a realização de investimentos (despesas de capital). 
As despesas públicas devem ser autorizadas pelo Poder Legislativo, por meio do ato administrativo chamado orçamento público. Exceção diz respeito às despesas extraorçamentárias. 
As despesas públicas devem obedecer aos seguintes requisitos:
- Utilidade: atender a um número significativo de pessoas;
- Legitimidade: atender a uma necessidade pública real;
- Discussão pública: ser discutida e aprovada pelo Poder Legislativo e pelo Tribunal de Contas do respectivo ente;
- Possibilidade contributiva: possibilidade de a população atender à carga tributária decorrente da despesa;
- Oportunidade;
- Hierarquia de gastos; e
- Ser estipulada (prevista) em lei.

Ela se divide, no Brasil, em despesa orçamentária e despesa extraorçamentária.

## Despesa orçamentária
Despesa orçamentária é aquela que depende de autorização legislativa para ser realizada e que não pode ser efetivada sem a existência de crédito orçamentário que a corresponda suficientemente.
Classificam-se em categorias econômicas, também chamadas de natureza da despesa e tem como objetivo responder à sociedade o que será adquirido e qual o efeito econômico do gasto público. Dividem-se, de acordo com o art. 12 da Lei 4.320/1964, conforme o esquema abaixo:
- Despesas correntes:
  - Despesas de custeio: destinadas à manutenção dos serviços criados anteriormente à Lei Orçamentária Anual (LOA), e correspondem, dentre outros gastos, os com pessoal, material de consumo, serviços de terceiros e gastos com obras de conservação e adaptação de bens imóveis;
  - Transferências correntes: são despesas que não correspondem à contraprestação direta de bens ou serviços por parte do Estado e que são realizadas à conta de receitas cuja fonte seja transferências correntes. Subdividem-se em:
    - Subvenções sociais: destinadas a cobrir despesas de custeio de instituições públicas ou privadas de caráter assistencial ou cultural, desde que sem fins lucrativos;
    - Subvenções econômicas: destinadas a cobrir despesas de custeio de empresas públicas de caráter industrial, comercial, agrícola ou pastoril.
- Despesas de capital:
  - Despesas de investimentos: despesas necessárias ao planejamento e execução de obras, aquisição de instalações, equipamentos e material permanente, constituição ou aumento do capital do Estado que não sejam de caráter comercial ou financeiro, incluindo-se as aquisições de imóveis considerados necessários à execução de tais obras;
  - Inversões financeiras: são despesas com aquisição de imóveis, bens de capital já em utilização, títulos representativos de capital de entidades já constituídas (desde que a operação não importe em aumento de capital), constituição ou aumento de capital de entidades comerciais ou financeiras (inclusive operações bancárias e de seguros). Em suma, são operações que importem a troca de dinheiro por bens.
  - Transferências de capital: transferência de numerário a entidades para que estas realizem investimentos ou inversões financeiras. Nessas despesas, incluem-se as destinadas à amortização da dívida pública. Podem ser:
    - Auxílios: se derivadas da lei orçamentária;
    - Contribuições: derivadas de lei anterior à lei orçamentária.

As categorias econômicas, por seu turno, dividem-se em elementos e subelementos, sendo que estes, por sua vez, bifurcam, por fim, em rubricas e sub-rubricas.
A estrutura da conta, para fins de consolidação nacional dos Balanços das Contas Públicas e cumprimento ao dispositivo da Lei de Responsabilidade Fiscal (LRF), apresenta seis dígitos. O 1º dígito (1º nível) corresponde à categoria econômica. O 2º dígito (2º nível) corresponde ao grupo da despesa. Os 3º e 4º dígitos (3º nível) correspondem à modalidade da despesa. E os 5º e 6º dígitos (4º nível) correspondem ao elemento da despesa.

### Categorias Econômicas
- 3 - DESPESAS CORRENTES[1]
- 4 - DESPESAS DE CAPITAL.

### Grupo da Natureza da Despesa
- 1 - PESSOAL E ENCARGOS SOCIAIS[1]
- 2 - JUROS E ENCARGOS DA DÍVIDA
- 3 - OUTRAS DESPESAS CORRENTES
- 4 - INVESTIMENTOS

- 5 - INVERSÕES FINANCEIRAS
- 6 - AMORTIZAÇÃO DA DÍVIDA
- 7 - RESERVA DO RPPs
- 8 - RESERVA DE CONTINGÊNCIA

## Despesa extraorçamentária
Constituem despesas extraorçamentárias os pagamentos que não dependem de autorização legislativa, ou seja, não integram o orçamento público. Resumem-se à devolução de valores arrecadados sob título de receitas extraorçamentárias.

## Processamento da despesa pública
Processamento da despesa é o conjunto de atividades desempenhadas por órgãos de despesa com a finalidade de adquirir um bem ou serviço.
O processamento da despesa envolve dois períodos ou estágios, quais sejam: a fixação da despesa (vide Orçamento público) e a realização da despesa.

### Estágios da despesa
De acordo com a legislação vigente no Brasil, Lei nº 4.320/1964, a despesa passa pelas seguintes fases:
1. Fixação (de acordo com a Lei Complementar nº 101, de 4 de maio de 2000);
2. Empenho;
3. Liquidação; e
4. Pagamento.

Porém, para João Angélico, autor do livro "Contabilidade Pública", a realidade do processamento da despesas engloba fases diferentes:
- Fixação da despesa:

Estimativa da despesaFase em que são estimadas as despesas para o exercício financeiro.
Conversão das estimativas em orçamentoAs estimativas são convertidas em LOA.
- Realização da despesa:

Programação da despesaÉ a programação dos gastos mensais que cada órgão vinculado ao órgão gerenciador da despesa poderá dispor. Esta programação está intimamente relacionada com as flutuações da arrecadação durante o exercício financeiro. Subdivide-se em:
- - Cronograma de desencaixes fixos;
  - Projeção do comportamento da receita;
  - Decreto normativo.

LicitaçãoÉ o procedimento administrativo que tem por objetivo verificar, entre vários fornecedores habilitados, quem oferece condições mais vantajosas para a aquisição de bem ou serviço.
EmpenhoÉ o ato emanado da autoridade competente que cria para o Poder Público a obrigação de pagamento. Empenhar uma despesa consiste na emissão de uma Nota de Empenho. Divide-se em:
- - Autorização;
  - Emissão;
  - Assinatura;
  - Controle interno; e
  - Contabilização.

Para entender melhor o que é o empenho
Observa-se que o empenho é o verdadeiro criador de obrigação. Todas as demais fases da despesa são dele dependentes e seguem curso obrigatório após essa fase.
É o empenho que determina os termos do contrato. Pode-se dizer que o empenho é o próprio contrato, podendo, inclusive, dispensar a elaboração de outro instrumento contratual em alguns casos. Com efeito, a Lei nº 8.666/1993, Estatuto das Licitações, dispõe que somente há obrigatoriedade de firmar contratos para contratações decorrentes de Concorrências e Tomada de Preços, ou nas hipóteses de dispensas e inexigibilidades cujos valores pactuados estejam compreendidos nos limites daquelas duas modalidades licitatórias. Além disso, independente do valor pactuado, na hipótese de compras de entrega imediata e integral, para as quais não resultem compromissos futuros, é igualmente dispensável o contrato. Nesses casos, quando o contrato é dispensável, o próprio empenho funcionará como o instrumento contratual, nos termos do art. 62 da Lei Geral de Licitações.
Os empenhos, por sua vez, podem ser subdivididos conforme o modo de apuração do valor a ser empenhado. A despesa pública, como qualquer despesa, nem sempre se revela inteiramente previsível e certa, assumindo, por vezes, natureza bastante variável e estimativa, motivo pelo qual há que se distinguir tais espécies de despesas, mediante a emissão de notas de empenho de natureza equivalente.
Em razão de tais diferenças, os empenhos se subdividem em três categorias, a saber: ordinários, estimativos e globais.
Os empenhos ordinários destinam-se à constituição de despesas cujos valores apresentam-se de forma exata, como ocorre na compra de determinado número de cadeiras.
Já os empenhos estimativos destinam-se à constituição de despesas cujos valores não é possível determinar com exatidão, como ocorre na contratação de fornecimento de energia elétrica. Nesse exemplo, tem-se como certo o objeto da contratação, o fornecimento de energia elétrica, mas em razão de a demanda ser variável, não se pode precisar o quantitativo a ser fornecido.
Globais são os empenhos cujos valores podem ser conhecidos com exatidão, mas cuja execução necessariamente ocorrerá de forma parcelada, como ocorre com nas contratações de serviços de vigilância. Nesses casos os contratos possuem valor exato, mas sua execução ocorrerá mês a mês, necessitando a execução de procedimentos de liquidação e pagamento com periodicidade mensal.
A Lei nº 4.320/1964 prevê que os empenhos devem observar restrita relação com a execução orçamentária do exercício financeiro no qual foram constituídos, ficando adstrito aos créditos orçamentários a ele concedidos. Em outras palavras podemos dizer que o empenho terá vigência adstrita ao exercício financeiro, e limite de valor adstrito ao crédito orçamentário a ele destinado.
Todavia, cabe esclarecer que, embora seja o orçamento uma peça rígida, não é imutável, e poderá sofrer alterações. Dessa forma, a Lei 4.320 de 1964, embora preveja que o empenho da despesa não poderá exceder o limite dos créditos concedidos, dispõe, em seu artigo 40, que o orçamento poderá sofrer alterações no decorrer do exercício financeiro, mediante a criação de créditos adicionais. De forma análoga, os empenhos que não forem liquidados durante o exercício em que foram criados poderão ser inscritos em uma conta denominada Restos a Pagar, para que sejam liquidados no exercício subseqüente. Todavia, essas são exceções a regra, motivo pelo qual somente são possíveis diante das hipóteses legais, e sob o crivo de decisões devidamente motivadas.
Os créditos adicionais classificam-se conforme as dotações às quais estão vinculados. Créditos adicionais suplementares destinam-se ao reforço de dotações já existentes. O que é suplementar reforça o que já existe. Reforma um programa, um projeto, ou uma atividade que já está inserida no orçamento. Dessa forma se os recursos para tal programa for insuficiente, demandando seu acréscimo, o crédito será suplementar. A forma de abertura dos créditos adicionais se dá através de decreto do Poder Executivo e possui a indicação obrigatória da fonte de seus recursos.
Créditos adicionais especiais destinam-se à despesas para as quais ainda não haja dotação orçamentária. Serve para possibilitar o desenvolvimento de ações que não estão previstos na Lei Orçamentária Anual. Dessa forma, o programa, a atividade, ou o projeto não existem. E para  cria-los será necessário um crédito suplementar especial. Quando criados demandam créditos especiais, mas nos próximos exercícios, se regularmente incorporados no orçamento anual como projetos, ou como atividades, podem ser executados mediante créditos ordinários. Assim como os créditos adicionais, os créditos especiais também são abertos por meio de decreto do Executivo e possuem indicação obrigatória quanto à fonte que os suprirá.
Por fim, os créditos adicionais extraordinários são como uma espécie do gênero créditos adicionais especiais, criados em função da distinção de seu objeto, os quais ganharam relevo em face de tratarem-se de item de caráter urgente. Destinam-se às hipóteses de guerra, calamidade pública, e comoção interna, atendendo ao comando disposto no art. 167, § 3º da CRFB/88. Diferentemente dos créditos adicionais e especiais, o crédito extraordinário, no âmbito da União, é aberto por medida provisória, ou por decreto do Executivo para os entes que não disponham dessa ferramenta. Quanto à indicação da origem dos recursos, dadas às circunstâncias da urgência, tem caráter facultativo.
Liquidação
Consiste na verificação do direito adquirido pelo credor, tendo por base documentos comprobatórios do crédito, com o fim de apurar a origem e o objeto do pagamento, a importância a ser paga e a quem ela deve ser paga a fim de que a obrigação seja extinguida. A liquidação terá por base o contrato, o ajuste ou acordo, a nota de empenho e os comprovantes de entrega do material ou da prestação do serviço. Divide-se em:
- - Recebimento da mercadoria ou dos serviços;
  - Inspeção e liberação;
  - Laudo de medição;
  - Atestado de prestação de serviço;
  - Requisição de pagamento;
  - Controle interno;
  - Autorização de pagamento; e
  - Cheque.

Suprimento de Fundos
É a fase da realização da despesa onde o Tesouro Público entrega aos agentes pagadores os meios de pagamento para liquidar as obrigações já liquidadas.
É um adiantamento de recursos ao servidor para que sejam efetuadas despesas cuja forma de realização não possibilite ou recomende a utilização da rede bancária. Na prática, é o mesmo que o "pequeno caixa" das empresas privadas, usado para pequenas despesas (abastecer veículos, despesas em trânsito, despesas com material de almoxarifado, despesas urgentes, despesas fracionadas, despesas rotineiras, etc.).
Portaria do Ministro da Fazenda define o valor para concessão do suprimento.
Emite-se ordem bancária em favor do suprido ou crédito em conta bancária aberta em seu nome, autorizada pelo ordenador de despesas com finalidade específica.
PRESTAÇÃO DE CONTAS - O suprido tem obrigação de prestar contas do uso que faz do suprimento, no prazo definido pelo ordenador e limitado pela legislação, sob pena que ter que responder à tomada de contas especial.
PagamentoFase onde o credor comparece diante do agente pagador, identifica-se e recebe o numerário que lhe corresponde para que se extinga determinada obrigação. Divide-se em:
- - Liquidação da obrigação;
  - Quitação do credor; e
  - Contabilização.

## Restos a pagar
As despesas empenhadas e não pagas até o último dia do exercício financeiro são apropriadas como restos a pagar (também chamadas de resíduos passivos), devendo ser distinguidas entre despesas processadas (liquidadas) e não processadas (ainda não liquidadas).
São considerados restos a pagar processados aqueles oriundos de despesas que já ultrapassaram a fase de autorização de pagamento, do estágio de liquidação da despesa.

## Contabilização
A contabilização (vide escrituração) da despesa pública se dá de forma analítica e sintética.
A escrituração analítica é feita em partidas simples no diário da despesa prevista, empenhada e realizada, no caso das despesas orçamentárias.
As despesas extraorçamentárias são escrituradas no diário do movimento extraorçamentário, também utilizando-se partidas simples.
A escrituração sintética é feita no diário geral por totais mensais e utilizando-se do Método das partidas dobradas.

## Gastos excessivos
Um relatório publicado pelo Banco Mundial em 9 de setembro de 2023, revelou que os funcionários públicos federais do Brasil recebem, em média, salários 96% mais altos do que profissionais da iniciativa privada que ocupam cargos semelhantes na mesma área de atuação, a análise se baseou em dados coletados em 2017. Segundo dados do Banco Mundial, o Brasil apresenta a maior disparidade salarial entre o setor público federal e o privado em comparação com os 53 países analisados pela instituição financeira. Essa diferença excede a média internacional, que é de 21%. O estudo também revela que os reajustes salariais concedidos aos servidores, mesmo em momentos de redução na arrecadação, foram o principal fator responsável pelo aumento do gasto com pessoal ativo tanto no âmbito federal quanto estadual nos últimos anos.
O Instituto Millenium, que tem Paulo Guedes entre seus fundadores, lançou a campanha "Destrava! Por uma Reforma Administrativa do bem", em 10 de setembro de 2023, o Instituto publicou um estudo que aponta que o Brasil alocou 13,7% do Produto Interno Bruto (PIB) em 2019, o equivalente a aproximadamente R$ 930 bilhões, para custear os servidores públicos em âmbito federal, estadual e municipal, valor é 3,5 vezes as despesas com saúde.